# Javier Aguirre
Javier Aguirre Onaindía (Città del Messico, 1º dicembre 1958) è un allenatore di calcio ed ex calciatore messicano, di ruolo centrocampista, commissario tecnico della nazionale messicana.

## Carriera

### Giocatore
Da giocatore milita in numerosi club messicani, ma prova anche brevi esperienze all'estero: in Spagna (Osasuna) e negli Stati Uniti.
Veste la maglia della nazionale messicana dal 1983 al 1992, partecipando al mondiale di Messico 1986.

### Allenatore
Inizia la carriera di allenatore nel 1995 con l'Atlante, squadra che riesce subito a salvare. Dopo due anni di pausa, è ingaggiato nel 1998 dal Pachuca, squadra con cui vince un titolo di Apertura nel 1999. Nel 2001 diviene selezionatore della nazionale messicana, che guida dal 2001 al 2002, portandola alla finale della Coppa America (persa contro la Colombia) e qualificandola alla fase finale del campionato mondiale del 2002.
Ritorna dunque nella Liga spagnola nelle vesti di allenatore, allenando proprio l'Osasuna (di cui aveva vestito la maglia) nella stagione 2002-2003. In quattro anni conduce il club alla finale di Coppa del Re nel 2004-2005 e a giocare la Coppa UEFA l'anno dopo. Nel 2005-2006 l'Osasuna è la squadra rivelazione del campionato spagnolo, che termina al quarto posto, eguagliando la miglior posizione del club nella storia e arrivando a giocare i preliminari di UEFA Champions League dell'anno seguente. I suoi successi nell'Osasuna gli valgono il riconoscimento della UEFA che lo nomina "Miglior allenatore di Spagna" nel 2006.
Il suo prestigio aumenta e il 19 maggio viene chiamato ad allenare l'Atlético Madrid, firmando un annuale con opzione di prolungamento per altri due anni. Nella stagione di debutto porta la squadra al settimo posto, qualificandola per l'Intertoto. Vincendo l'Intertoto il club madrinelo arriverà a giocare nuovamente la Coppa UEFA dopo dieci anni. Il 20 giugno 2007 rinnova il contratto e nella stagione guida la squadra al quarto posto finale in campionato. In Europa l'Atlético è eliminato dal Bolton nei sedicesimi di finale di Coppa UEFA. Nel 2008-2009, battendo lo Schalke 04 nel preliminare, torna a giocare la Champions League dopo dodici anni. Il 3 febbraio 2009 con la squadra al sesto posto viene esonerato.
Il 4 aprile torna alla guida della selezione nazionale messicana. Vince la CONCACAF Gold Cup 2009 e conduce poi il Messico alla qualificazione al mondiale del 2010. Qui raggiunge gli ottavi di finale, dove è sconfitto per 3-1 dall'Argentina ed eliminato. Il 30 giugno 2010 si dimette da commissario tecnico, affermando di aver fallito poiché l'obiettivo pattuito con la federazione erano i quarti di finale.
Il 18 novembre 2010 subentra a José Aurelio Gay sulla panchina del Real Saragozza, ultimo in Liga con appena 7 punti in 11 giornate di campionato. Con Aguirre in panchina gli aragonesi ottengono 38 punti in 27 partite e raggiungono la salvezza all'ultima giornata. Il 29 maggio 2011 rinnova il suo contratto con il Real Saragozza di una stagione, con un'opzione per prolungarlo di un altro anno. Il 2011-2012 è tribolato: dopo 16 incontri di campionato il club ottiene due vittorie, quattro pareggi e dieci sconfitte, a causa delle quali gli aragonesi si trovano all'ultimo posto in classifica con 10 punti. La squadra è poi eliminata dalla Coppa del Re ai sedicesimi di finale dall'Alcorcón, club di Segunda División. Il 29 dicembre 2011 Aguirre trova un accordo con il Real Saragozza e rescinde il suo contratto.
Il 28 novembre 2012 è ingaggiato dall'Espanyol, squadra della Primera División spagnola, e salva la squadra con sei giornate d'anticipo. Il 4 giugno 2013 firma un contratto per un nuovo anno col club catalano. Il 16 maggio 2014 si dimette.
Il 30 giugno assumere la guida tecnica del Giappone in sostituzione del dimissionario Alberto Zaccheroni. Il 3 febbraio 2015, dopo aver condotto la nazionale giapponese ai quarti di finale della Coppa d'Asia 2015, è licenziato per un suo possibile coinvolgimento in una combine risalente alla stagione 2010-2011, in cui Aguirre allenava il Real Saragozza.
Il 18 giugno 2015 diventa il nuovo allenatore degli emiratini dell'Al-Wahda, con cui vince una Coppa di Lega degli Emirati Arabi Uniti nel 2015-2016 e una Coppa del Presidente degli Emirati Arabi Uniti nel 2016-2017. Il 21 maggio 2017 si dimette.
Il 1º agosto 2018 è annunciata la sua nomina a commissario tecnico della nazionale egiziana. Tuttavia il 7 luglio 2019, a seguito della clamorosa eliminazione dalla Coppa d'Africa giocata in casa per mano del Sudafrica agli ottavi di finale, viene esonerato.
Il 4 novembre 2019 torna nella massima serie spagnola, accordandosi con il Leganés. Nonostante un'importante rimonta proprio dall'avvento in panchina del tecnico messicano, la squadra non riesce a evitare la retrocessione e il 20 luglio 2020 l'allenatore viene esonerato.
Il 7 dicembre 2020 viene nominato tecnico del Monterrey, che conduce, nell'ottobre 2021, alla vittoria della CONCACAF Champions League 2021. Il 26 febbraio 2022 viene esonerato, avendo raccolto cinque punti nelle ultime cinque partite di campionato.
Il 24 marzo 2022 ritorna nella massima serie spagnola, approdando sulla panchina del Maiorca, coinvolto nella lotta per non retrocedere a nove giornate dalla fine del campionato concluso poi al quintultimo posto. La stagione seguente invece si piazza al nono posto mentre nel 2023-2024 arriva fino alla finale di Coppa del Re, persa contro l'Athletic, e in campionato non va oltre il quindicesimo posto.
Il 23 luglio 2024 viene ufficializzato il suo ritorno nelle vesti di commissario tecnico della nazionale messicana. Il 24 marzo 2025 guida la Tricolor alla vittoria della CONCACAF Nations League 2024-2025 e il 6 luglio seguente alla vittoria della CONCACAF Gold Cup 2025.

## Statistiche
Statistiche aggiornate al 26 maggio 2024; in grassetto le competizioni vinte.
| Stagione               | Squadra                | Campionato             | Campionato | Campionato | Campionato | Campionato | Coppe nazionali | Coppe nazionali | Coppe nazionali | Coppe nazionali | Coppe nazionali | Coppe continentali | Coppe continentali | Coppe continentali | Coppe continentali | Coppe continentali | Altre coppe | Altre coppe | Altre coppe | Altre coppe | Altre coppe | Totale | Totale | Totale | Totale | % Vittorie | Piazzamento     |
| Stagione               | Squadra                | Comp                   | G          | V          | N          | P          | Comp            | G               | V               | N               | P               | Comp               | G                  | V                  | N                  | P                  | Comp        | G           | V           | N           | P           | G      | V      | N      | P      | %          | Piazzamento     |
| ---------------------- | ---------------------- | ---------------------- | ---------- | ---------- | ---------- | ---------- | --------------- | --------------- | --------------- | --------------- | --------------- | ------------------ | ------------------ | ------------------ | ------------------ | ------------------ | ----------- | ----------- | ----------- | ----------- | ----------- | ------ | ------ | ------ | ------ | ---------- | --------------- |
| 2002-2003              | Osasuna                | PD                     | 38         | 12         | 11         | 15         | CR              | 8               | 3               | 4               | 1               | -                  | -                  | -                  | -                  | -                  | -           | -           | -           | -           | -           | 46     | 15     | 15     | 16     | 32,61      | 11°             |
| 2003-2004              | Osasuna                | PD                     | 38         | 11         | 15         | 12         | CR              | 4               | 2               | 1               | 1               | -                  | -                  | -                  | -                  | -                  | -           | -           | -           | -           | -           | 42     | 13     | 16     | 13     | 30,95      | 13°             |
| 2004-2005              | Osasuna                | PD                     | 38         | 12         | 10         | 16         | CR              | 9               | 5               | 1               | 3               | -                  | -                  | -                  | -                  | -                  | -           | -           | -           | -           | -           | 42     | 17     | 11     | 19     | 40,48      | 16°             |
| 2005-2006              | Osasuna                | PD                     | 38         | 21         | 5          | 12         | CR              | 2               | 1               | 0               | 1               | CU                 | 2                  | 0                  | 1                  | 1                  | -           | -           | -           | -           | -           | 42     | 22     | 6      | 14     | 52,38      | 4°              |
| Totale Osasuna         | Totale Osasuna         | Totale Osasuna         | 152        | 56         | 41         | 55         |                 | 23              | 11              | 6               | 6               |                    | 2                  | 0                  | 1                  | 1                  |             | -           | -           | -           | -           | 177    | 67     | 48     | 62     | 37,85      |                 |
| 2006-2007              | Atlético Madrid        | PD                     | 38         | 16         | 10         | 12         | CR              | 4               | 1               | 1               | 2               | -                  | -                  | -                  | -                  | -                  | -           | -           | -           | -           | -           | 42     | 17     | 11     | 14     | 40,48      | 7°              |
| 2007-2008              | Atlético Madrid        | PD                     | 38         | 19         | 7          | 12         | CR              | 6               | 2               | 3               | 1               | Int.+CU            | 2+10               | 1+7                | 0+2                | 1+1                | -           | -           | -           | -           | -           | 56     | 29     | 12     | 15     | 51,79      | 4°              |
| 2008-feb. 2009         | Atlético Madrid        | PD                     | 21         | 9          | 5          | 7          | CR              | 4               | 1               | 1               | 2               | UCL                | 8                  | 4                  | 3                  | 1                  | -           | -           | -           | -           | -           | 33     | 14     | 9      | 10     | 42,42      | Eson            |
| Totale Atletico Madrid | Totale Atletico Madrid | Totale Atletico Madrid | 97         | 44         | 22         | 31         |                 | 14              | 4               | 5               | 5               |                    | 20                 | 12                 | 5                  | 3                  |             | -           | -           | -           | -           | 131    | 60     | 32     | 39     | 45,80      |                 |
| nov. 2010-2011         | Real Saragozza         | PD                     | 27         | 11         | 5          | 11         | CR              | 0               | 0               | 0               | 0               | -                  | -                  | -                  | -                  | -                  | -           | -           | -           | -           | -           | 27     | 11     | 5      | 11     | 40,74      | sub, 13°        |
| ago.-dic. 2011         | Real Saragozza         | PD                     | 16         | 2          | 4          | 10         | CR              | 2               | 0               | 1               | 1               | -                  | -                  | -                  | -                  | -                  | -           | -           | -           | -           | -           | 18     | 2      | 5      | 11     | 11,11      | resc            |
| Totale Real Saragozza  | Totale Real Saragozza  | Totale Real Saragozza  | 43         | 13         | 9          | 21         |                 | 2               | 0               | 1               | 1               |                    | -                  | -                  | -                  | -                  |             | -           | -           | -           | -           | 45     | 13     | 10     | 22     | 28,89      |                 |
| nov. 2012-2013         | Espanyol               | PD                     | 25         | 9          | 8          | 8          | CR              | 0               | 0               | 0               | 0               | -                  | -                  | -                  | -                  | -                  | -           | -           | -           | -           | -           | 25     | 9      | 8      | 8      | 36,00      | Sub, 13°        |
| 2013-2014              | Espanyol               | PD                     | 38         | 11         | 9          | 18         | CR              | 6               | 2               | 1               | 3               | -                  | -                  | -                  | -                  | -                  | -           | -           | -           | -           | -           | 44     | 13     | 10     | 21     | 29,55      | 14°             |
| Totale Espanyol        | Totale Espanyol        | Totale Espanyol        | 63         | 20         | 17         | 26         |                 | 6               | 2               | 1               | 3               |                    | -                  | -                  | -                  | -                  |             | -           | -           | -           | -           | 69     | 22     | 18     | 29     | 31,88      |                 |
| 2015-2016              | Al-Wahda               | UAEL                   | 26         | 13         | 4          | 9          | PC+CdL          | 1+8             | 0+4             | 0+4             | 1+0             | -                  | -                  | -                  | -                  | -                  | -           | -           | -           | -           | -           | 35     | 17     | 8      | 10     | 48,57      | 3°              |
| 2016-2017              | Al-Wahda               | UAEL                   | 25         | 10         | 8          | 7          | PC+CdL          | 4+6             | 4+1             | 0+3             | 0+2             | ACL                | 7                  | 2                  | 1                  | 4                  | -           | -           | -           | -           | -           | 42     | 17     | 12     | 13     | 40,48      | 5°              |
| Totale Al-Wahda        | Totale Al-Wahda        | Totale Al-Wahda        | 51         | 23         | 12         | 16         |                 | 19              | 9               | 7               | 3               |                    | 7                  | 2                  | 1                  | 4                  |             | -           | -           | -           | -           | 77     | 34     | 20     | 23     | 44,16      |                 |
| nov.2019-2020          | Leganés                | PD                     | 26         | 8          | 9          | 9          | CR              | 4               | 2               | 1               | 1               | -                  | -                  | -                  | -                  | -                  | -           | -           | -           | -           | -           | 30     | 10     | 10     | 10     | 33,33      | sub, 18° (ret.) |
| 2020-2021              | Monterrey              | PD                     | 17+2       | 8          | 4+1        | 5+1        | -               | -               | -               | -               | -               | CCL                | 7                  | 6                  | 1                  | 0                  | -           | -           | -           | -           | -           | 26     | 14     | 6      | 6      | 53,85      | 4°              |
| 2021-2022              | Monterrey              | PD                     | 22+3       | 6+1        | 9+2        | 7          | -               | -               | -               | -               | -               | -                  | -                  | -                  | -                  | -                  | CmC         | 2           | 1           | 0           | 1           | 27     | 8      | 11     | 8      | 29,63      | Eson            |
| Totale Monterrey       | Totale Monterrey       | Totale Monterrey       | 39+5       | 14+1       | 13+3       | 12+1       |                 | -               | -               | -               | -               |                    | 7                  | 6                  | 1                  | 0                  |             | 2           | 1           | 0           | 1           | 53     | 22     | 17     | 14     | 41,51      |                 |
| mar.-giu. 2022         | Maiorca                | PD                     | 9          | 4          | 1          | 4          | CR              | 0               | 0               | 0               | 0               | -                  | -                  | -                  | -                  | -                  | -           | -           | -           | -           | -           | 9      | 4      | 1      | 4      | 44,44      | Sub, 16°        |
| 2022-2023              | Maiorca                | PD                     | 38         | 14         | 8          | 16         | CR              | 4               | 3               | 0               | 1               | -                  | -                  | -                  | -                  | -                  | -           | -           | -           | -           | -           | 42     | 17     | 8      | 17     | 40,48      | 9°              |
| 2023-2024              | Maiorca                | PD                     | 38         | 8          | 16         | 14         | CR              | 8               | 6               | 1               | 1               | -                  | -                  | -                  | -                  | -                  | -           | -           | -           | -           | -           | 46     | 14     | 17     | 15     | 30,43      | 15°             |
| Totale Maiorca         | Totale Maiorca         | Totale Maiorca         | 85         | 26         | 25         | 34         |                 | 12              | 9               | 1               | 2               |                    | -                  | -                  | -                  | -                  |             | -           | -           | -           | -           | 97     | 35     | 26     | 36     | 36,08      |                 |
| Totale carriera        | Totale carriera        | Totale carriera        | 561        | 205        | 151        | 205        |                 | 80              | 37              | 22              | 21              |                    | 36                 | 20                 | 8                  | 8                  |             | 2           | 1           | 0           | 1           | 679    | 263    | 181    | 235    | 38,73      |                 |

### Nazionale messicana
Statistiche aggiornate al 24 marzo 2025.
| Squadra        | Naz                | dal            | al             | Record | Record | Record | Record     | Record | Record | Record | Record |
| G              | V                  | N              | P              | GF     | GS     | DR     | Vittorie % |        |        |        |        |
| -------------- | ------------------ | -------------- | -------------- | ------ | ------ | ------ | ---------- | ------ | ------ | ------ | ------ |
| Messico        | Messico (bandiera) | 1º luglio 2001 | 30 giugno 2002 | 27     | 17     | 4      | 6          | 40     | 19     | +21    | 62,96  |
| Messico        | Messico (bandiera) | 4 aprile 2009  | 30 giugno 2010 | 32     | 19     | 7      | 6          | 60     | 24     | +36    | 59,38  |
| Messico        | Messico (bandiera) | 23 luglio 2024 | -              | 15     | 11     | 2      | 2          | 26     | 10     | +16    | 73,33  |
| Totale Messico | Totale Messico     | Totale Messico | Totale Messico | 74     | 47     | 13     | 14         | 126    | 53     | +73    | 63,51  |

### Nazionale messicana nel dettaglio
| 2001                      | Messico                   | Qual. Mondiale 2002               | subentrato, 2° nel gruppo CONCACAF, qualificato | 5  | 4  | 1 | 0 | 80,00   | 9  | 1  | +8  |
| lug. 2001                 | Messico                   | Copa America 2001                 | 2°                                              | 6  | 3  | 1 | 2 | 50,00   | 5  | 3  | +2  |
| gen. 2002                 | Messico                   | Gold Cup 2002                     | Quarti di finale                                | 3  | 2  | 1 | 0 | 66,67   | 4  | 1  | +3  |
| giu./lug. 2002            | Messico                   | Mondiale 2002                     | Ottavi di finale                                | 4  | 2  | 1 | 1 | 50,00   | 4  | 5  | -1  |
| Dal 2001 al 2002          | Messico                   | Amichevoli                        |                                                 | 9  | 6  | 0 | 3 | 66,67   | 18 | 10 | +8  |
| Totale Messico 1º biennio | Totale Messico 1º biennio | Totale Messico 1º biennio         | Totale Messico 1º biennio                       | 27 | 17 | 4 | 6 | 62,96   | 40 | 19 | +21 |
| 2009                      | Messico                   | Qual. Mondiale 2010               | subentrato, 2° nel gruppo CONCACAF, qualificato | 7  | 5  | 1 | 1 | 71,43   | 15 | 7  | +8  |
| lug. 2009                 | Messico                   | Gold Cup 2009                     | Vincitore                                       | 6  | 4  | 2 | 0 | 66,67   | 15 | 2  | +13 |
| giu./lug. 2010            | Messico                   | Mondiale 2010                     | Ottavi di finale                                | 4  | 1  | 1 | 2 | 25,00   | 4  | 5  | -1  |
| Dal 2009 al 2010          | Messico                   | Amichevoli                        |                                                 | 15 | 9  | 3 | 3 | 60,00   | 26 | 10 | +16 |
| Totale Messico 2º biennio | Totale Messico 2º biennio | Totale Messico 2º biennio         | Totale Messico 2º biennio                       | 32 | 19 | 7 | 6 | 59,38   | 60 | 24 | +36 |
| nov. 2024                 | Messico                   | CONCACAF Nations League 2024-2025 | Sub, Vincitore                                  | 2  | 1  | 0 | 1 | 50,00   | 4  | 2  | +2  |
| mar. 2025                 | Messico                   | CONCACAF Nations League 2024-2025 | Sub, Vincitore                                  | 2  | 2  | 0 | 0 | 100,00& | 4  | 1  | +3  |
| giu.-lug. 2025            | Messico                   | Gold Cup 2025                     | Vincitore                                       | 6  | 5  | 1 | 0 | 83,33   | 10 | 5  | +5  |
| Dal 2024                  | Messico                   | Amichevoli                        |                                                 | 5  | 3  | 1 | 1 | 60,00   | 8  | 4  | +4  |
| Totale Messico 3º biennio | Totale Messico 3º biennio | Totale Messico 3º biennio         | Totale Messico 3º biennio                       | 15 | 11 | 2 | 2 | 73,33   | 26 | 10 | +16 |

#### Panchine da commissario tecnico della nazionale messicana
| Cronologia completa delle presenze e delle reti in nazionale ― Messico | Cronologia completa delle presenze e delle reti in nazionale ― Messico | Cronologia completa delle presenze e delle reti in nazionale ― Messico | Cronologia completa delle presenze e delle reti in nazionale ― Messico | Cronologia completa delle presenze e delle reti in nazionale ― Messico | Cronologia completa delle presenze e delle reti in nazionale ― Messico | Cronologia completa delle presenze e delle reti in nazionale ― Messico                     | Cronologia completa delle presenze e delle reti in nazionale ― Messico |
| Data                                                                   | Città                                                                  | In casa                                                                | Risultato                                                              | Ospiti                                                                 | Competizione                                                           | Reti                                                                                       | Note                                                                   |
| ---------------------------------------------------------------------- | ---------------------------------------------------------------------- | ---------------------------------------------------------------------- | ---------------------------------------------------------------------- | ---------------------------------------------------------------------- | ---------------------------------------------------------------------- | ------------------------------------------------------------------------------------------ | ---------------------------------------------------------------------- |
| 1-7-2001                                                               | Città del Messico                                                      | Messico                                                                | 1 – 0                                                                  | Stati Uniti                                                            | Qual. Mondiali 2002                                                    | Jared Borgetti                                                                             | Cap: C.Suarez                                                          |
| 12-7-2001                                                              | Santiago de Cali                                                       | Messico                                                                | 1 – 0                                                                  | Brasile                                                                | Coppa America 2001 - 1°turno                                           | Jared Borgetti                                                                             | Cap: A. Garcia Aspe                                                    |
| 15-7-2001                                                              | Santiago de Cali                                                       | Paraguay                                                               | 0 – 0                                                                  | Messico                                                                | Coppa America 2001 - 1°turno                                           | -                                                                                          | Cap: A. Garcia Aspe                                                    |
| 18-7-2001                                                              | Santiago de Cali                                                       | Perù                                                                   | 1 – 0                                                                  | Messico                                                                | Coppa America 2001 - 1°turno                                           | -                                                                                          | Cap: A. Garcia Aspe                                                    |
| 22-7-2001                                                              | Pereira                                                                | Messico                                                                | 2 – 0                                                                  | Cile                                                                   | Coppa America 2001 - Quarti di finale                                  | Jesús Arellano Daniel Osorno                                                               | Cap: A. Garcia Aspe                                                    |
| 25-7-2001                                                              | Pereira                                                                | Messico                                                                | 2 – 1                                                                  | Uruguay                                                                | Coppa America 2001 - Semifinale                                        | Jared Borgetti Alberto García Aspe (rig.)                                                  | Cap: A. Garcia Aspe                                                    |
| 29-7-2001                                                              | Bogotà                                                                 | Colombia                                                               | 1 – 0                                                                  | Messico                                                                | Coppa America 2001 - Finale                                            | -                                                                                          | Cap: J.Arellano                                                        |
| 23-8-2001                                                              | Veracruz                                                               | Messico                                                                | 5 – 4                                                                  | Liberia                                                                | Amichevole                                                             | Ramón Morales Johan Rodríguez Jared Borgetti Manuel Vidrio Antonio de Nigris               | Cap: A. Garcia Aspe                                                    |
| 2-9-2001                                                               | Kingston                                                               | Giamaica                                                               | 1 – 2                                                                  | Messico                                                                | Qual. Mondiali 2002                                                    | 2 Cuauhtémoc Blanco                                                                        | Cap: A. Garcia Aspe                                                    |
| 5-9-2001                                                               | Città del Messico                                                      | Messico                                                                | 3 – 0                                                                  | Trinidad e Tobago                                                      | Qual. Mondiali 2002                                                    | Alberto García Aspe Jesús Arellano Cuauhtémoc Blanco                                       | Cap: A. Garcia Aspe                                                    |
| 7-10-2001                                                              | San José                                                               | Costa Rica                                                             | 0 – 0                                                                  | Messico                                                                | Qual. Mondiali 2002                                                    | -                                                                                          | Cap: A. Garcia Aspe                                                    |
| 31-10-2001                                                             | Puebla                                                                 | Messico                                                                | 4 – 1                                                                  | El Salvador                                                            | Amichevole                                                             | autorete Johan Rodríguez Zaguinho Tomás Campos                                             | Cap: A. Garcia Aspe                                                    |
| 11-11-2001                                                             | Città del Messico                                                      | Messico                                                                | 3 – 0                                                                  | Honduras                                                               | Qual. Mondiali 2002                                                    | 2 Cuauhtémoc Blanco 1 (rig.) Francisco Palencia                                            | Cap: A. Garcia Aspe                                                    |
| 14-11-2001                                                             | Huelva                                                                 | Spagna                                                                 | 1 – 0                                                                  | Messico                                                                | Amichevole                                                             | -                                                                                          | Cap: A. Garcia Aspe                                                    |
| 19-1-2002                                                              | Pasadena                                                               | El Salvador                                                            | 0 – 1                                                                  | Messico                                                                | Gold Cup 2002 - 1°turno                                                | Jair García                                                                                |                                                                        |
| 21-1-2002                                                              | Pasadena                                                               | Messico                                                                | 3 – 1                                                                  | Guatemala                                                              | Gold Cup 2002 - 1°turno                                                | Adolfo Bautista Marco Garcés Carlos Ochoa                                                  |                                                                        |
| 27-1-2002                                                              | Pasadena                                                               | Messico                                                                | 0 – 0 dts (2 - 4 dtr)                                                  | Corea del Sud                                                          | Gold Cup 2002 - Quarti di finale                                       | -                                                                                          |                                                                        |
| 13-2-2002                                                              | Phoenix                                                                | Jugoslavia                                                             | 2 – 1                                                                  | Messico                                                                | Amichevole                                                             | José Mendoza                                                                               | Cap: A. Garcia Aspe                                                    |
| 13-3-2002                                                              | San Diego                                                              | Messico                                                                | 4 – 0                                                                  | Albania                                                                | Amichevole                                                             | Jared Borgetti Ramón Morales Adolfo Bautista                                               | Cap: C.Suarez                                                          |
| 3-4-2002                                                               | Denver                                                                 | Stati Uniti                                                            | 1 – 0                                                                  | Messico                                                                | Amichevole                                                             | -                                                                                          |                                                                        |
| 17-4-2002                                                              | East Rutherford                                                        | Messico                                                                | 1 – 0                                                                  | Bulgaria                                                               | Amichevole                                                             | Francisco Gabriel de Anda                                                                  |                                                                        |
| 12-5-2002                                                              | Città del Messico                                                      | Messico                                                                | 2 – 1                                                                  | Colombia                                                               | Amichevole                                                             | Jared Borgetti Rafael Márquez                                                              |                                                                        |
| 16-5-2002                                                              | San Francisco                                                          | Messico                                                                | 1 – 0                                                                  | Bolivia                                                                | Amichevole                                                             | Francisco Palencia                                                                         | Cap: R.Marquez                                                         |
| 3-6-2002                                                               | Niigata                                                                | Croazia                                                                | 0 – 1                                                                  | Messico                                                                | Mondiali 2002 - 1°turno                                                | Cuauhtémoc Blanco (rig.)                                                                   | Cap: R.Marquez                                                         |
| 9-6-2002                                                               | Sendai                                                                 | Messico                                                                | 2 – 1                                                                  | Ecuador                                                                | Mondiali 2002 - 1°turno                                                | Jared Borgetti Gerardo Torrado                                                             | Cap: R.Marquez                                                         |
| 13-6-2002                                                              | Ōita                                                                   | Italia                                                                 | 1 – 1                                                                  | Messico                                                                | Mondiali 2002 - 1°turno                                                | Jared Borgetti                                                                             | Cap: R.Marquez                                                         |
| 18-6-2002                                                              | Jeonju                                                                 | Stati Uniti                                                            | 2 – 0                                                                  | Messico                                                                | Mondiali 2002 - Ottavi di finale                                       | -                                                                                          | Cap: R.Marquez                                                         |
| 7-6-2009                                                               | San Salvador                                                           | El Salvador                                                            | 2 – 1                                                                  | Messico                                                                | Qual. Mondiali 2010                                                    | Cuauhtémoc Blanco (rig.)                                                                   |                                                                        |
| 11-6-2009                                                              | Città del Messico                                                      | Messico                                                                | 2 – 1                                                                  | Trinidad e Tobago                                                      | Qual. Mondiali 2010                                                    | Guillermo Franco Óscar Rojas                                                               |                                                                        |
| 25-6-2009                                                              | Atlanta                                                                | Messico                                                                | 4 – 0                                                                  | Venezuela                                                              | Amichevole                                                             | Carlos Vela 2 Giovani dos Santos Omar Arellano                                             | Cap: G.Torrado                                                         |
| 28-6-2009                                                              | San Diego                                                              | Messico                                                                | 0 – 0                                                                  | Guatemala                                                              | Amichevole                                                             | -                                                                                          |                                                                        |
| 5-7-2009                                                               | Oakland                                                                | Messico                                                                | 2 – 0                                                                  | Nicaragua                                                              | Gold Cup 2009 - 1°turno                                                | Luis Miguel Noriega (rig.) Pablo Barrera                                                   | Cap: G.Torrado                                                         |
| 9-7-2009                                                               | Houston                                                                | Messico                                                                | 1 – 1                                                                  | Panama                                                                 | Gold Cup 2009 - 1°turno                                                | Miguel Sabah                                                                               | Cap: G.Torrado                                                         |
| 12-7-2009                                                              | Phoenix                                                                | Messico                                                                | 2 – 1                                                                  | Guadalupa                                                              | Gold Cup 2009 - 1°turno                                                | Gerardo Torrado Miguel Sabah                                                               | Cap: G.Torrado                                                         |
| 19-7-2009                                                              | Arlington                                                              | Messico                                                                | 4 – 0                                                                  | Haiti                                                                  | Gold Cup 2009 - Quarti di finale                                       | 2 Miguel Sabah Giovani dos Santos Pablo Barrera                                            | Cap: G.Torrado                                                         |
| 23-7-2009                                                              | Chicago                                                                | Costa Rica                                                             | 1 – 1 (3 - 5 dtr)                                                      | Messico                                                                | Gold Cup 2009 - Semifinale                                             | Guillermo Franco                                                                           | Cap: G.Torrado                                                         |
| 26-7-2009                                                              | East Rutherford                                                        | Stati Uniti                                                            | 0 – 5                                                                  | Messico                                                                | Gold Cup 2009 - Finale                                                 | Gerardo Torrado (rig.) Giovani dos Santos Carlos Vela José Antonio Castro Guillermo Franco | Cap: G.Torrado8° titolo nord-centro americano                          |
| 12-8-2009                                                              | Monterrey                                                              | Messico                                                                | 2 – 1                                                                  | Stati Uniti                                                            | Qual. Mondiali 2010                                                    | Israel Castro Miguel Sabah                                                                 | Cap: G.Torrado                                                         |
| 6-9-2009                                                               | San José                                                               | Costa Rica                                                             | 0 – 3                                                                  | Messico                                                                | Qual. Mondiali 2010                                                    | Giovani dos Santos Guillermo Franco Andrés Guardado                                        | Cap: G.Torrado                                                         |
| 10-9-2009                                                              | Città del Messico                                                      | Messico                                                                | 1 – 0                                                                  | Honduras                                                               | Qual. Mondiali 2010                                                    | Cuauhtémoc Blanco (rig.)                                                                   |                                                                        |
| 30-9-2009                                                              | Dallas                                                                 | Messico                                                                | 1 – 2                                                                  | Colombia                                                               | Amichevole                                                             | Paul Aguilar                                                                               | Cap: G.Torrado                                                         |
| 10-10-2009                                                             | Città del Messico                                                      | Messico                                                                | 4 – 1                                                                  | El Salvador                                                            | Qual. Mondiali 2010                                                    | autorete Cuauhtémoc Blanco Francisco Palencia Carlos Vela                                  | Cap: G.Torrado                                                         |
| 14-10-2009                                                             | Port of Spain                                                          | Trinidad e Tobago                                                      | 2 – 2                                                                  | Messico                                                                | Qual. Mondiali 2010                                                    | Enrique Esqueda Carlos Salcido                                                             | Cap: G.Torrado                                                         |
| 24-2-2010                                                              | San Francisco                                                          | Messico                                                                | 5 – 0                                                                  | Bolivia                                                                | Amichevole                                                             | Pablo Barrera 2 Chicarito Braulio Luna Paul Aguilar                                        | Cap: G.Torrado                                                         |
| 3-3-2010                                                               | Los Angeles                                                            | Messico                                                                | 2 – 0                                                                  | Nuova Zelanda                                                          | Amichevole                                                             | Chicarito Carlos Vela                                                                      | Cap: G.Torrado                                                         |
| 18-3-2010                                                              | Torreón                                                                | Messico                                                                | 2 – 1                                                                  | Corea del Nord                                                         | Amichevole                                                             | Cuauhtémoc Blanco Chicarito                                                                |                                                                        |
| 24-3-2010                                                              | Miami                                                                  | Messico                                                                | 0 – 0                                                                  | Islanda                                                                | Amichevole                                                             | -                                                                                          | Cap: G.Torrado                                                         |
| 7-5-2010                                                               | East Rutherford                                                        | Ecuador                                                                | 0 – 0                                                                  | Messico                                                                | Amichevole                                                             | -                                                                                          | Cap: G.Torrado                                                         |
| 10-5-2010                                                              | Chicago                                                                | Messico                                                                | 1 – 0                                                                  | Senegal                                                                | Amichevole                                                             | Alberto Medina                                                                             | Cap: G.Torrado                                                         |
| 13-5-2010                                                              | Houston                                                                | Angola                                                                 | 0 – 1                                                                  | Messico                                                                | Amichevole                                                             | Andrés Guardado                                                                            | Cap: G.Torrado                                                         |
| 16-5-2010                                                              | Città del Messico                                                      | Messico                                                                | 1 – 0                                                                  | Cile                                                                   | Amichevole                                                             | Alberto Medina                                                                             | Cap: C.Blanco                                                          |
| 24-5-2010                                                              | Londra                                                                 | Inghilterra                                                            | 3 – 1                                                                  | Messico                                                                | Amichevole                                                             | Guillermo Franco                                                                           | Cap: G.Torrado                                                         |
| 26-5-2010                                                              | Friburgo in Brisgovia                                                  | Paesi Bassi                                                            | 2 – 1                                                                  | Messico                                                                | Amichevole                                                             | Chicarito                                                                                  | Cap: C.Blanco                                                          |
| 30-5-2010                                                              | Bayreuth                                                               | Gambia                                                                 | 1 – 5                                                                  | Messico                                                                | Amichevole                                                             | 2 Chicarito 2 Adolfo Bautista Alberto Medina                                               | Cap: R.Marquez                                                         |
| 3-6-2010                                                               | Bruxelles                                                              | Italia                                                                 | 1 – 2                                                                  | Messico                                                                | Amichevole                                                             | Carlos Vela Alberto Medina                                                                 | Cap: R.Marquez                                                         |
| 11-6-2010                                                              | Johannesburg                                                           | Sudafrica                                                              | 1 – 1                                                                  | Messico                                                                | Mondiali 2010 - 1°turno                                                | Rafael Márquez                                                                             | Cap: G.Torrado                                                         |
| 17-6-2010                                                              | Polokwane                                                              | Francia                                                                | 0 – 2                                                                  | Messico                                                                | Mondiali 2010 - 1°turno                                                | Chicarito Cuauhtémoc Blanco (rig.)                                                         | Cap: R.Marquez                                                         |
| 22-6-2010                                                              | Rustenburg                                                             | Messico                                                                | 0 – 1                                                                  | Uruguay                                                                | Mondiali 2010 - 1°turno                                                | -                                                                                          | Cap: C.Blanco                                                          |
| 27-6-2010                                                              | Johannesburg                                                           | Argentina                                                              | 3 – 1                                                                  | Messico                                                                | Mondiali 2010 - Ottavi di finale                                       | Chicarito                                                                                  | Cap: R.Marquez                                                         |
| 8-9-2024                                                               | Città del Messico                                                      | Messico                                                                | 3 – 0                                                                  | Nuova Zelanda                                                          | Amichevole                                                             | Orbelín Pineda César Huerta Luis Romo                                                      | Cap: C.Montes                                                          |
| 10-9-2024                                                              | Arlington                                                              | Messico                                                                | 0 – 0                                                                  | Canada                                                                 | Amichevole                                                             | -                                                                                          | Cap: J. Vàsquez                                                        |
| 15-10-2024                                                             | Guadalajara                                                            | Messico                                                                | 2 – 0                                                                  | Stati Uniti                                                            | Amichevole                                                             | Raúl Jiménez César Huerta                                                                  | Cap: A.Guardado                                                        |
| 15-11-2024                                                             | San Pedro Sula                                                         | Honduras                                                               | 2 – 0                                                                  | Messico                                                                | CONCACAF Nations League 2024-2025 - Quarti di finale                   | -                                                                                          | Cap: G.Ochoa                                                           |
| 19-11-2024                                                             | Toluca                                                                 | Messico                                                                | 4 – 0                                                                  | Honduras                                                               | CONCACAF Nations League 2024-2025 - Quarti di finale                   | Raúl Jiménez 2 Henry Martín 1 (rig.) Jorge Sánchez                                         | Cap: E.Alvarez                                                         |
| 20-3-2025                                                              | Inglewood                                                              | Canada                                                                 | 0 – 2                                                                  | Messico                                                                | CONCACAF Nations League 2024-2025 - Semifinale                         | 2 Raúl Jiménez                                                                             | Cap: E.Alvarez                                                         |
| 23-3-2025                                                              | Inglewood                                                              | Messico                                                                | 2 – 1                                                                  | Panama                                                                 | CONCACAF Nations League 2024-2025 - Finale                             | 2 Raúl Jiménez 1 (rig.)                                                                    | Cap: E.Alvarez                                                         |
| 7-6-2025                                                               | Salt Lake City                                                         | Messico                                                                | 2 – 4                                                                  | Svizzera                                                               | Amichevole                                                             | Santiago Gimenez Ángel Sepúlveda                                                           | Cap: C.Montes                                                          |
| 10-6-2025                                                              | Chapel Hill                                                            | Messico                                                                | 1 – 0                                                                  | Turchia                                                                | Amichevole                                                             | Orbelín Pineda                                                                             | Cap: E.Alvarez                                                         |
| 14-6-2025                                                              | Inglewood                                                              | Messico                                                                | 3 – 2                                                                  | Rep. Dominicana                                                        | Gold Cup 2025 - 1°turno                                                | Edson Álvarez Raúl Jiménez César Montes                                                    | Cap: E.Alvarez                                                         |
| 18-6-2025                                                              | Arlington                                                              | Suriname                                                               | 0 – 2                                                                  | Messico                                                                | Gold Cup 2025 - 1°turno                                                | 2 César Montes                                                                             | Cap: E.Alvarez                                                         |
| 22-6-2025                                                              | Paradise                                                               | Messico                                                                | 0 – 0                                                                  | Costa Rica                                                             | Gold Cup 2025 - 1°turno                                                | -                                                                                          | Cap: E.Alvarez                                                         |
| 29-6-2025                                                              | Glendale                                                               | Messico                                                                | 2 – 0                                                                  | Arabia Saudita                                                         | Gold Cup 2025 - Quarti di finale                                       | Alexis Vega autorete                                                                       | Cap: E.Alvarez                                                         |
| 3-7-2025                                                               | Santa Clara                                                            | Messico                                                                | 1 – 0                                                                  | Honduras                                                               | Gold Cup 2025 - Semifinale                                             | Raúl Jiménez                                                                               | Cap: E.Alvarez                                                         |
| 7-7-2025                                                               | Houston                                                                | Stati Uniti                                                            | 1 – 2                                                                  | Messico                                                                | Gold Cup 2025 - Finale                                                 | Raúl Jiménez Edson Álvarez                                                                 | Cap: E.Alvarez13° titolo nord-centro americano                         |
| Totale                                                                 |                                                                        | Presenze                                                               | 74                                                                     |                                                                        | Reti                                                                   | 126                                                                                        |                                                                        |

### Nazionale giapponese
| Squadra  | Naz                 | dal            | al              | Record | Record | Record | Record     | Record | Record | Record | Record |
| G        | V                   | N              | P               | GF     | GS     | DR     | % Vittorie |        |        |        |        |
| -------- | ------------------- | -------------- | --------------- | ------ | ------ | ------ | ---------- | ------ | ------ | ------ | ------ |
| Giappone | Giappone (bandiera) | 24 luglio 2014 | 2 febbraio 2015 | 10     | 6      | 2      | 2          | 19     | 10     | +9     | 60,00  |

#### Nazionale giapponese nel dettaglio
| 2015             | Giappone        | Coppa d'Asia 2015 | Quarti di finale | 4  | 3 | 1 | 0 | 75,00 | 8  | 1  | +7 |
| Dal 2014 al 2015 | Giappone        | Amichevoli        |                  | 6  | 3 | 1 | 2 | 50,00 | 11 | 9  | +2 |
| Totale Giappone  | Totale Giappone | Totale Giappone   | Totale Giappone  | 10 | 6 | 2 | 2 | 60,00 | 19 | 10 | +9 |

#### Panchine da commissario tecnico della nazionale giapponese
| Cronologia completa delle presenze e delle reti in nazionale ― Giappone | Cronologia completa delle presenze e delle reti in nazionale ― Giappone | Cronologia completa delle presenze e delle reti in nazionale ― Giappone | Cronologia completa delle presenze e delle reti in nazionale ― Giappone | Cronologia completa delle presenze e delle reti in nazionale ― Giappone | Cronologia completa delle presenze e delle reti in nazionale ― Giappone | Cronologia completa delle presenze e delle reti in nazionale ― Giappone | Cronologia completa delle presenze e delle reti in nazionale ― Giappone |
| Data                                                                    | Città                                                                   | In casa                                                                 | Risultato                                                               | Ospiti                                                                  | Competizione                                                            | Reti                                                                    | Note                                                                    |
| ----------------------------------------------------------------------- | ----------------------------------------------------------------------- | ----------------------------------------------------------------------- | ----------------------------------------------------------------------- | ----------------------------------------------------------------------- | ----------------------------------------------------------------------- | ----------------------------------------------------------------------- | ----------------------------------------------------------------------- |
| 5-9-2014                                                                | Sapporo                                                                 | Giappone                                                                | 0 – 2                                                                   | Uruguay                                                                 | Amichevole                                                              | -                                                                       | Cap: K.Honda                                                            |
| 9-9-2014                                                                | Yokohama                                                                | Giappone                                                                | 2 – 2                                                                   | Venezuela                                                               | Amichevole                                                              | Yoshinori Muto Gaku Shibasaki                                           | Cap: K.Honda                                                            |
| 10-10-2014                                                              | Niigata                                                                 | Giappone                                                                | 1 – 0                                                                   | Giamaica                                                                | Amichevole                                                              | autorete                                                                | Cap: K.Honda                                                            |
| 14-10-2014                                                              | Singapore                                                               | Brasile                                                                 | 4 – 0                                                                   | Giappone                                                                | Amichevole                                                              | -                                                                       | Cap: E.Kawashima                                                        |
| 14-11-2014                                                              | Toyota                                                                  | Giappone                                                                | 6 – 0                                                                   | Honduras                                                                | Amichevole                                                              | Maya Yoshida Keisuke Honda Yasuhito Endo 2 Takashi Inui Yohei Toyoda    | Cap: M.Hasebe                                                           |
| 18-11-2014                                                              | Osaka                                                                   | Giappone                                                                | 2 – 1                                                                   | Australia                                                               | Amichevole                                                              | Yasuyuki Konno Shinji Okazaki                                           | Cap: M.Hasebe                                                           |
| 12-1-2015                                                               | Newcastle                                                               | Giappone                                                                | 4 – 0                                                                   | Palestina                                                               | Coppa d'Asia 2015 - 1º turno                                            | Yasuhito Endo Shinji Okazaki Keisuke Honda (rig.) Maya Yoshida          | Cap: M.Hasebe                                                           |
| 16-1-2015                                                               | Brisbane                                                                | Iraq                                                                    | 0 – 1                                                                   | Giappone                                                                | Coppa d'Asia 2015 - 1º turno                                            | Keisuke Honda (rig.)                                                    | Cap: M.Hasebe                                                           |
| 20-1-2015                                                               | Melbourne                                                               | Giappone                                                                | 2 – 0                                                                   | Giordania                                                               | Coppa d'Asia 2015 - 1º turno                                            | Keisuke Honda Shinji Kagawa                                             | Cap: M.Hasebe                                                           |
| 23-1-2015                                                               | Sydney                                                                  | Giappone                                                                | 1 – 1 dts (4 - 5 dtr)                                                   | Emirati Arabi Uniti                                                     | Coppa d'Asia 2015 - Ottavi di finale                                    | Gaku Shibasaki                                                          | Cap: M.Hasebe                                                           |
| Totale                                                                  |                                                                         | Presenze                                                                | 10                                                                      |                                                                         | Reti                                                                    | 19                                                                      |                                                                         |

##### Nazionale egiziana
| Squadra | Naz               | dal           | al            | Record | Record | Record | Record     | Record | Record | Record | Record |
| G       | V                 | N             | P             | GF     | GS     | DR     | % Vittorie |        |        |        |        |
| ------- | ----------------- | ------------- | ------------- | ------ | ------ | ------ | ---------- | ------ | ------ | ------ | ------ |
| Egitto  | Egitto (bandiera) | 1 agosto 2018 | 7 luglio 2019 | 12     | 9      | 1      | 2          | 25     | 7      | +18    | 75,00  |

##### Nazionale egiziana nel dettaglio
| 2018             | Egitto        | Qual. Coppa d'Africa 2019 | 2° nel gruppo J, qualificato | 4  | 4 | 0 | 0 | 100,00& | 15 | 3 | +12 |
| 2019             | Egitto        | Qual. Coppa d'Africa 2019 | 2° nel gruppo J, qualificato | 1  | 0 | 1 | 0 | &0,00   | 1  | 1 | +0  |
| giu./lug. 2019   | Egitto        | Coppa d'Africa 2019       | Ottavi di finale             | 4  | 3 | 0 | 1 | 75,00   | 5  | 1 | +4  |
| Dal 2018 al 2019 | Egitto        | Amichevoli                |                              | 3  | 2 | 0 | 1 | 66,67   | 4  | 2 | +2  |
| Totale Egitto    | Totale Egitto | Totale Egitto             | Totale Egitto                | 12 | 9 | 1 | 2 | 75,00   | 25 | 7 | +18 |

#### Panchine da commissario tecnico della nazionale egiziana
| Cronologia completa delle presenze e delle reti in nazionale ― Egitto | Cronologia completa delle presenze e delle reti in nazionale ― Egitto | Cronologia completa delle presenze e delle reti in nazionale ― Egitto | Cronologia completa delle presenze e delle reti in nazionale ― Egitto | Cronologia completa delle presenze e delle reti in nazionale ― Egitto | Cronologia completa delle presenze e delle reti in nazionale ― Egitto | Cronologia completa delle presenze e delle reti in nazionale ― Egitto  | Cronologia completa delle presenze e delle reti in nazionale ― Egitto |
| Data                                                                  | Città                                                                 | In casa                                                               | Risultato                                                             | Ospiti                                                                | Competizione                                                          | Reti                                                                   | Note                                                                  |
| --------------------------------------------------------------------- | --------------------------------------------------------------------- | --------------------------------------------------------------------- | --------------------------------------------------------------------- | --------------------------------------------------------------------- | --------------------------------------------------------------------- | ---------------------------------------------------------------------- | --------------------------------------------------------------------- |
| 8-9-2018                                                              | Alessandria d'Egitto                                                  | Egitto                                                                | 6 – 0                                                                 | Niger                                                                 | Qual. Coppa d'Africa 2019                                             | Marwan Mohsen Ayman Ashraf 2 Mohamed Salah Salah Mohsen Mohamed Elneny | Cap: A.Elmohamady                                                     |
| 12-10-2018                                                            | Il Cairo                                                              | Egitto                                                                | 4 – 1                                                                 | eSwatini                                                              | Qual. Coppa d'Africa 2019                                             | Ahmed Elmohamady Amr Warda Trezeguet Mohamed Salah                     | Cap: A.Elmohamady                                                     |
| 16-10-2018                                                            | Manzini                                                               | eSwatini                                                              | 0 – 2                                                                 | Egitto                                                                | Qual. Coppa d'Africa 2019                                             | Ahmed Hegazy Marwan Mohsen                                             | Cap: A.Elmohamady                                                     |
| 16-11-2018                                                            | Alessandria d'Egitto                                                  | Egitto                                                                | 3 – 2                                                                 | Tunisia                                                               | Qual. Coppa d'Africa 2019                                             | Trezeguet Baher Elmohamady Mohamed Salah                               | Cap: A.Elmohamady                                                     |
| 23-3-2019                                                             | Niamey                                                                | Niger                                                                 | 1 – 1                                                                 | Egitto                                                                | Qual. Coppa d'Africa 2019                                             | Trezeguet                                                              | Cap: A. El Solia                                                      |
| 26-3-2019                                                             | Abuja                                                                 | Nigeria                                                               | 1 – 0                                                                 | Egitto                                                                | Amichevole                                                            | -                                                                      | Cap: M.Elneny                                                         |
| 13-6-2019                                                             | Alessandria d'Egitto                                                  | Egitto                                                                | 1 – 0                                                                 | Tanzania                                                              | Amichevole                                                            | Ahmed Elmohamady                                                       | Cap: A.Elmohamady                                                     |
| 16-6-2019                                                             | Alessandria d'Egitto                                                  | Egitto                                                                | 3 – 1                                                                 | Guinea                                                                | Amichevole                                                            | Marwan Mohsen Ahmed Ali Omar Gaber                                     | Cap: W.Soliman                                                        |
| 21-6-2019                                                             | Il Cairo                                                              | Egitto                                                                | 1 – 0                                                                 | Zimbabwe                                                              | Coppa d'Africa 2019 - 1º turno                                        | Trezeguet                                                              | Cap: A.Elmohamady                                                     |
| 26-6-2019                                                             | Il Cairo                                                              | Egitto                                                                | 2 – 0                                                                 | RD del Congo                                                          | Coppa d'Africa 2019 - 1º turno                                        | Ahmed Elmohamady Mohamed Salah                                         | Cap: A.Elmohamady                                                     |
| 30-6-2019                                                             | Il Cairo                                                              | Uganda                                                                | 0 – 2                                                                 | Egitto                                                                | Coppa d'Africa 2019 - 1º turno                                        | Mohamed Salah Ahmed Elmohamady                                         | Cap: A.Elmohamady                                                     |
| 6-7-2019                                                              | Il Cairo                                                              | Egitto                                                                | 0 – 1                                                                 | Sudafrica                                                             | Coppa d'Africa 2019 - Ottavi di finale                                | -                                                                      | Cap: A.Elmohamady                                                     |
| Totale                                                                |                                                                       | Presenze                                                              | 12                                                                    |                                                                       | Reti                                                                  | 25                                                                     |                                                                       |

## Palmarès

### Giocatore
- Campionato messicano: 1

América: 1984

### Allenatore

#### Club

##### Competizioni nazionali
- Campionato messicano: 1

Pachuca: Invierno 1999
- UAE Arabian Gulf Cup: 1

Al-Wahda: 2015-2016
- Coppa del Presidente degli Emirati Arabi Uniti: 1

Al-Wahda: 2016-2017

##### Competizioni internazionali
- CONCACAF Champions League: 1

Monterrey: 2021

#### Nazionale
- Gold Cup: 2

Messico: 2009, 2025
- CONCACAF Nations League: 1

Messico: 2025